# Wolfgang Tillmans
Wolfgang Tillmans (ur. 16 sierpnia 1968 r. w Remscheid) — niemiecki fotograf. Jego fotografie rozciągają się od fotografii ulicznej, przez portrety, pejzaże, martwe natury, po abstrakcję. W 2000 r. został wyróżniony nagrodą Turnera, a w 2015 r. prestiżową nagrodą Hasselbalda.

## Życiorys

### Wczesne życie i edukacja
Wolfgang Tillmans przyszedł na świat 16 sierpnia 1968 roku w Remscheid, na terenie ówczesnych Niemiec Zachodnich. Był najmłodszym z trójki rodzeństwa. Jego rodzice prowadzili przedsiębiorstwo eksportujące narzędzia do Ameryki Południowej. W wieku 10 lat wykonał swoje pierwsze zdjęcia, przedstawiające m.in. księżyc i słońce widziane przez teleskop.

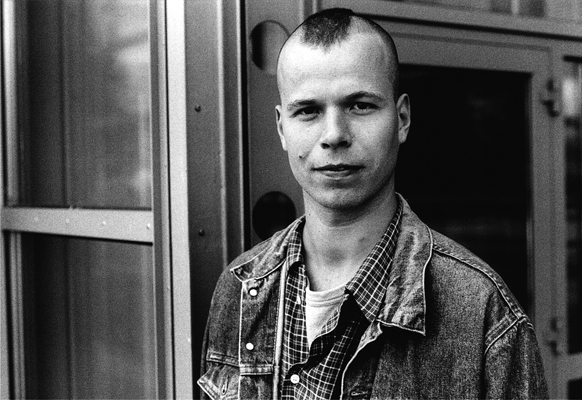
Tillmans w młodości

W wieku nastoletnim zetknął się z dziełami Gerharda Richtera, Sigmara Polke, Roberta Rauschenberga i Andy’ego Warchola, których twórczość zalicza do najwcześniejszych inspiracji. W 1983, mając czternaście lat, był na wymianie w Londynie, gdzie został wysłany przez rodziców do ich znajomej, by podszkolił się w języku angielskim. W 1984 dokonał coming outu jako osoba homoseksualna. Uniknął służby wojskowej, w zamian po zajęciach szkolnych wykonywał prace społeczne. Służbę wojskową uważał za sprzeczną z jego poczuciem sumienia. Gdy miał osiemnaście lat, tworzył zina, używając nowoczesnych wtedy kserokopiarek.
W 1988 r. przeprowadził się do Hamburga wraz z dwójką przyjaciół ze szkoły średniej: artystką Alexandrą Bricken i artystą Lutzem Hülsenem. Wtedy zaczął uczestniczyć w klubowym życiu nocnym Hamburga i robić zdjęcia. W 1989 przez sześć tygodni studiował w berlińskiej szkole fotografii, jednak porzucił ją i wrócił do Hamburga, na dzień przed upadkiem muru berlińskiego. Tillmans uważa, że ominięcie przez niego tego ważnego wydarzenia było decydujące dla jego losów — gdyby tam był, być może pozostałby w Niemczech. W 1990 r. przeprowadził się do Bournemouth w południowej Anglii, by studiować tam kierunek artystyczny na Bournemouth and Poole College of Art. W 1992 r. zamieszkał w Londynie.
W wieku 20 lat kupił swój pierwszy aparat — analogową lustrzankę marki Contax.

### Kariera
W 1988 r. w kawiarni Cafe Gnosa w Hamburgu miała miejsce pierwsza indywidualna prac Tillmansa. Młody artysta skontaktował się ze współwłaścicielem kawiarni i przedstawił mu swoje prace. Poskutkowało to małą wystawą kserograficznych tryptyków Tillmansa.

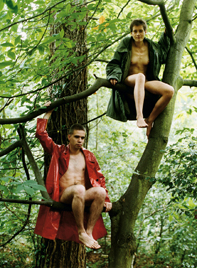
Lutz i Alex siedzą na drzewach (1992)

Na początku lat 90. jego fotografie ukazywały się w m.in. magazynie iD i innych magazynach poświęconych modzie. W tamtym okresie wiele uwagi w swoich fotografiach poświęcił fotografowaniu swoich wieloletnich przyjaciół Alexandry Bricken i Lutza Hülsena, z którymi mieszkał. W 1992 wykonał serię znanych zdjęć z nimi w rolach głównych: Lutz and Alex sitting in the trees, Lutz and Alex holding cock, Lutz and Alex holding each other. Pierwsza z wymienionych przedstawia nagich, odzianych tylko w płaszcze przeciwdeszczowe Alex i Lutza siedzących na drzewie. Fotografia znajduje się obecnie w stałej kolekcji MoMA. Serię Lutz & Alex zaprezentował na targach sztuki w Kolonii, dzięki tej wystawie kariera fotografa w Europie nabrała rozpędu.
W 1995 r. stworzył swoją pierwszą książkę z autorskimi fotografiami, która została wydana przez wydawnictwo Taschen. To także rok pierwszych wystaw prac Tillmansa w galeriach, dzieła zaprezentowano wtedy w galeriach Buchholz & Buchholz w Kolonii i Maureen Paley w Londynie.
W 1997 r. artysta stworzył serię pozornie przyziemnych zdjęć dokumentujących ostatni miesiąc życia jego partnera życiowego Jochena Kleina, malarza zmarłego na AIDS. 
W latach 1998-1999 był profesorem wizytującym na hamburskim Uniwersytecie Sztuk Pięknych, a w latach 2003-2006 profesorem sztuk interdyscyplinarnych na Uniwersytecie Sztuk Pięknych we Frankfurcie nad Menem. 
W 2000 r. został pierwszym fotografem i pierwszym artystą spoza Wielkiej Brytanii, który zdobył nagrodę Turnera.
W 2001 r. wygrał konkurs ogłoszony przez miasto Monachium na projekt pomnika ofiar AIDS, który rok później zrealizowano.
W 2003 r. miała miejsce wystawa indywidualna jego prac w Tate Britian.
Otworzył małą, niekomercyjną przestrzeń wystawienniczą Between Bridges w 2006 roku. Do 2011 zlokalizowana była w Londynie, a od 2014 istnieje w Berlinie. Za jej cel obrał stworzenie miejsca gdzie artyści mają możliwość prezentacji swoich prac zaangażowanych politycznie. Pierwsza wystawa była skupiona wokół twórczości Davida Wojnarowicza, którego prace nie były wcześniej prezentowane w Wielkiej Brytanii. W 2017 Tillmans utworzył fundację Between Bridges, która skupia się na wspieraniu sztuki i demokracji, a także praw osób LGBT+ i walce z rasizmem.
W 2009 r. zaczął używać tylko aparatów cyfrowych, rezygnując z fotografii analogowej.
Jest członkiem niemieckiej Akademie der Künste od 2012 r. i członkiem brytyjskiej Royal Academy of Arts od 2013.
W 2014 r. podróżował po Rosji by dokumentować życie i sylwetki członków społeczności LGBT, których prawa są ograniczane pod rządami Władimira Putina.
W 2023 r. został wymieniony na liście Time 100.

## Twórczość

### Fotografia
Fotografie Tillmansa są bardzo zróżnicowane, począwszy od fotografii ulicznej, przez portrety, pejzaże, martwą naturę aż po abstrakcję.
Przełom lat 80. i 90. XX w. to okres fotografii Tilmansa będących swego rodzaju kroniką kultury pokolenia X i kultury rave’ów. Jego twórczość uważana jest za jedną z najważniejszych dokumentacji sceny klubowej i gejowskiej Londynu. Zdjęcia z klubowego życia nocnego powstały z perspektywy zaangażowanego uczestnika i przekazują to co Tillmans nazwał znaczącym hedonizmem. Uchwycone obrazy spoconych, tańczących ludzi promieniują energią. Sam artysta twierdzi, że nigdy nie miał zamiaru, by jego twórczość była postrzegana jako pamiętnikarska czy autobiograficzna.
Lata 90. to także czas fotografowania najbliższych mu przyjaciół czego przykładem jest seria Lutz & Alex. Tillmans uwiecznia ich w m.in. w intymnych sytuacjach. Pomimo tego, że część fotografii jest pozowana, to nie sprawiają takiego wrażenia dzięki nieformalnemu wyglądowi zdjęć. Fotografię z siedzącymi nago w płaszczach Alexem i Lutzem na drzewie (Lutz and Alex sitting in the trees) Jonathan Jones na łamach Guardiana podsumowuje: To sesja zdjęciowa mody, ale Tillmans zmienia ją w poetycką eksplorację nagości. Tillmans fotografuje także otaczającą go rzeczywistość nieożywioną, martwe natury wyrzuconych ubrań czy jedzenia.

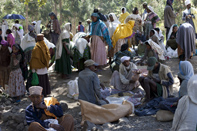
Market (2012)

Fotografie Tillmansa nie ograniczają się do obrazów znaczącego hedonizmu. Artysta przedstawia także poruszające sceny jak ostatni miesiąc życia jego umierającego na AIDS partnera czy kryzys uchodźczy.
Część jego twórczości koncentruje się na politycznym i aktywistycznym zaangażowaniu Tillmansa. Porusza kwestie takie jak prawa osób LGBT+ i prawa imigrantów czy prawa kobiet. W 2016 w obliczu referendum brexitowego artysta wykorzystał swoje fotografie do przygotowania serii plakatów agitujących na rzecz pozostania Wielkiej Brytanii w Unii Europejskiej. W 2017 stworzył serię plakatów przeciwko niemieckiej partii AfD.

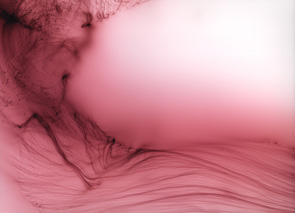
Freischwimmer 26 (2003)

Praktyka fotograficzna Tillmansa z czasem rozwinęła się na różnych nowych polach. Od początku lat 2000. artysta eksperymentował z procesami fotograficznymi w celu tworzenia dzieł abstrakcyjnych. Efektem tego jest m.in. seria Freischwimmer, która została wykonana bez użycia aparatu. Tillmans pracował z chemikaliami na papierze fotograficznym uzyskując dzięki temu kolorowe, wirujące obrazy, które później powiększał na drukarce atramentowej w celu prezentacji na wystawach. Abstrakcyjne dzieła prezentowane na wystawach w towarzystwie fotografii sprawiają wrażenie spektakularności, są swoistymi wybuchami kolorów.

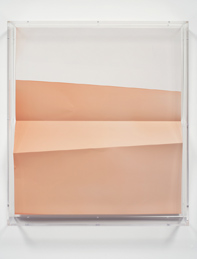
Lighter V (2006)

Tillmans jest głęboko zaangażowany w proces powstawania wystaw swoich prac. Charakterystyczną cechą jego wystaw jest organizowanie prezentowanych fotografii w formie siatki na białych ścianach galerii. Niektóre zdjęcia są oprawiane, a inne wieszane za pomocą taśmy, spinaczy lub pinezek. Tematyka prezentowanych dzieł jest wieloraka np. martwa natura zestawiona z plamą różowego pigmentu, portretem Kate Moss czy widokiem Arktyki z lotu ptaka. Instalacje przyjmują charakter kompozycji i są dziełami sztuki samymi w sobie.

### Wideo i muzyka
Od 2002 r. Tillmans wystawia także prace wideo. Wyprodukował teledysk dla zespołu The Pet Shop Boys.
Podczas studiów Tillmans próbował swoich sił w muzyce, jednak nieudany koncert spowodował porzucenie przez niego tej dziedziny kultury na wiele lat. W połowie lat 2010. zaczął ponownie tworzyć utwory elektroniczne. Jego utwór Device Control jest utworem otwierającym i zamykającym album Endless Franka Oceana. W 2016 Tillmans wypuścił EP-kę That's Desire/Here We Are, wydał także album Moon in Earthlight (2021) oraz Where Does The Tune Hide (2024).

## Wybrane wystawy indywidualne
Lista wybranych wystaw indywidualnych prac Wolfganga Tillmansa
- Kunstahlle Zurich, Zurych (1995)

- if one thing matters, everything matters, Tate Britain, Londyn (2003)
- Wolfgang Tillmans, Regen Projects, Los Angeles (2004)[27]
- Wolfgang Tillmans: Freischwimmer, Tokyo Opera City, Tokio (2004)
- Freedom From The Known, Museum of Contemporary Art, Chicago (2006)
- Hirshhorn Museum and Sculpture Garden, Waszyngton (2007)
- Lighter, Museo Tomayo, Meksyk (2008)
- Serpentine Gallery, Londyn (2010)
- Wolfgang Tillmans, Zachęta Ermutigung, Zachęta, Warszawa (2011)[28]
- Moderna Museet, Sztokholm (2012)
- Book for Architects, Metropolitan Museum of Art, Nowy Jork (2015)
- Your Body is Yours, Narodowe Muzeum Sztuki w Osace, Osaka (2015)
- PCR, David Zwirner Gallery, Nowy Jork (2015)
- Wolfgang Tillmans: 2017, Tate Modern, Londyn (2017)
- Wolfgang Tillmans: Fragile, Johannesburg Art Gallery, Johannesburg, (2018)
- Wolfgang Tillmans: To Look Without Fear, MoMA, Nowy Jork (2022)